# Vasile Damaschin
Vasile Damaschin (în rusă Василий Никифорович Дамаскин; n. 1/14 ianuarie 1903, Dobreanka, Raionul Holovanivsk, Kirovohrad, RSS Ucraineană, URSS – d. 15 iunie 1967, Chișinău, RSS Moldovenească, URSS) a fost un om de stat sovietic, lider al partizanilor sovietici din Basarabia în timpul celui de-al Doilea Război Mondial.

## Biografie
Damaschin s-a născut în 1903 în satul Dobreanka. A luptat în Războiul Civil Rus de partea Armatei Roșii. În 1931 s-a înscris în PCUS.
În timpul celui de-al doilea război mondial a fost unul dintre comandanții partizanilor sovietici din Basarabia, aflată atunci sub administrație românească. După război, Damaschin a avut mai multe funcții în cadrul RSS Moldovenești: președintele comitetului executiv raional Cahul, ministrul asigurărilor sociale, președintele comitetului executiv raional Chișinău, ministrul transporturilor al RSS Moldovenești, șef al Departamentului organelor administrative și de partid din cadrul Consiliului de Miniștri al RSS Moldovenești. A fost ales deputat al Sovietului Suprem al URSS la convocarea a II-a și a III-a.
Vasile Damaschin a murit în 1967 în Chișinău.